# Rookworst

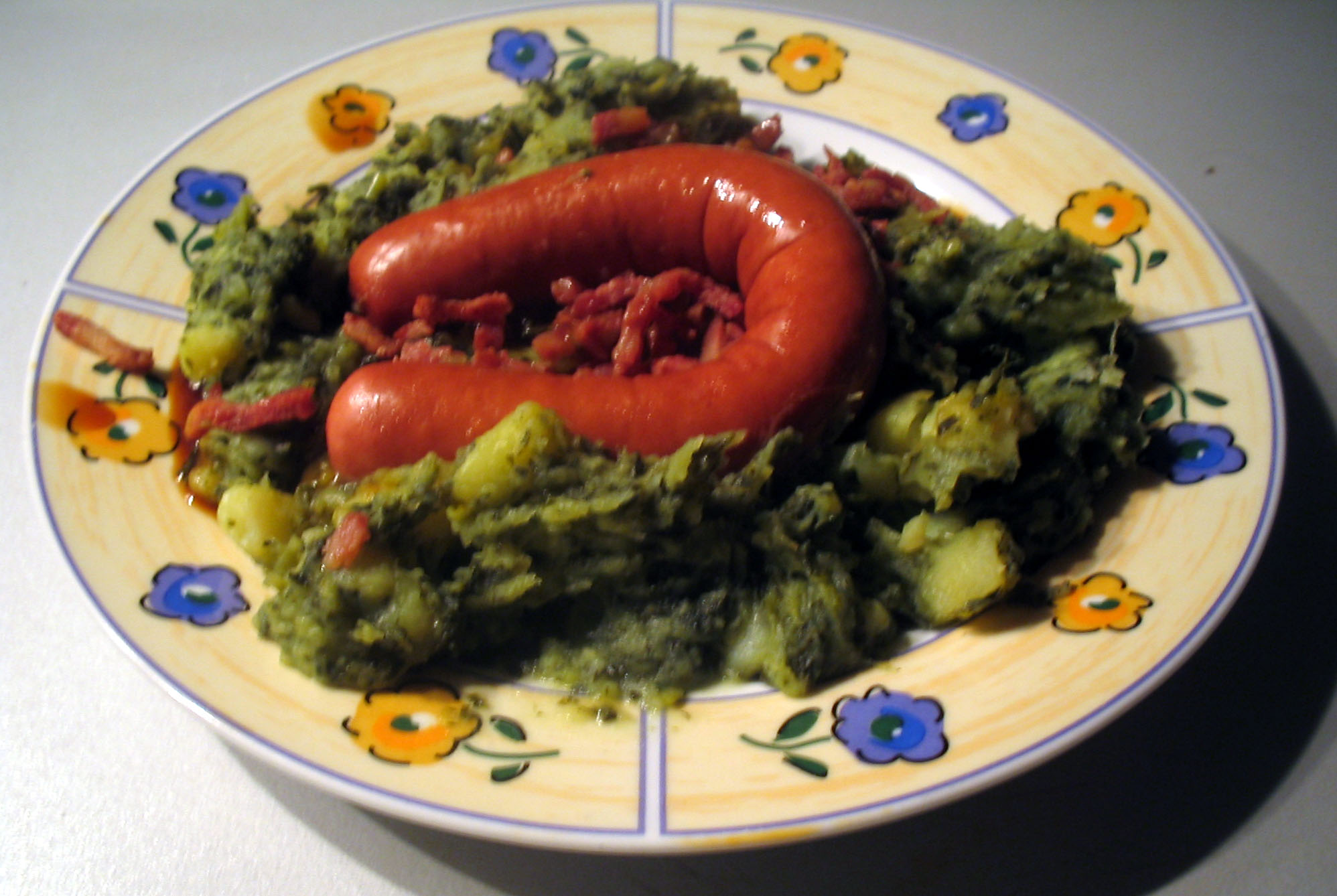
Kiełbasa rookworst i potrawa stamppot

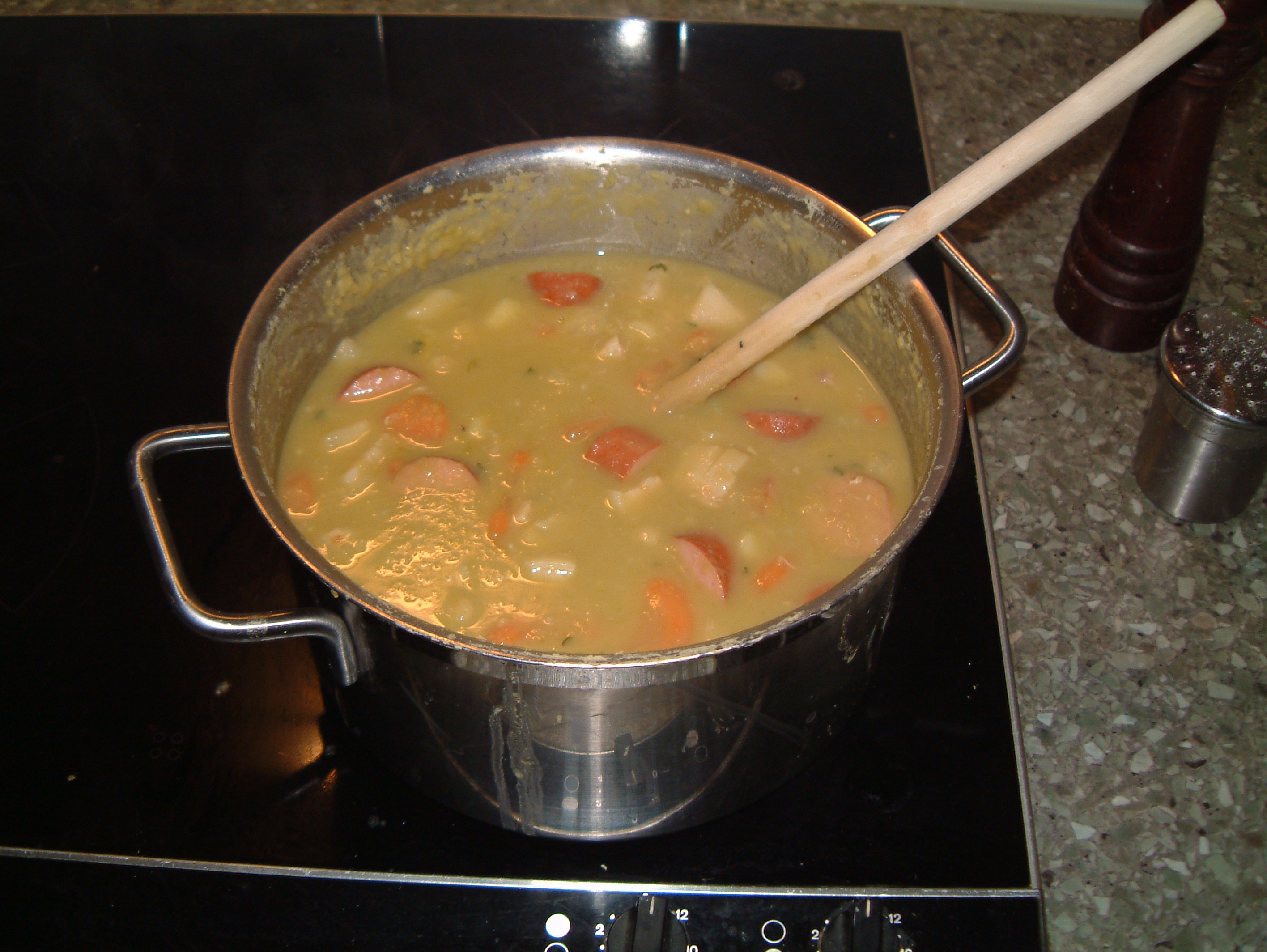
Holenderska zupa grochowa z kawałkami kiełbasy rookworst

Rookworst – soczysta wędzona kiełbasa charakterystyczna dla tradycyjnej kuchni holenderskiej i w dalszym ciągu ciesząca się popularnością.
Gorącą kiełbasę w całości, w kawałku lub pokrojoną na plasterki podaje się do potrawy stamppot – dania, które jest szczególnie chętnie spożywane przez Holendrów zimą oraz do zawiesistej grochówki z zielonego grochu.

## Wersja tradycyjna
Tradycyjna kiełbasa jest zrobiona najczęściej w 100% z wieprzowiny, rzadziej z wołowiny. Proporcje mięsa zależą od receptury, np. 1 część chudego mięsa wieprzowego i 2 części tłuszczu wieprzowego z brzucha, pleców i głowy lub 2/3 chudego mięsa wieprzowego i 1/3 tłustego mięsa wieprzowego w płatach. Mięso może zostać zmielone miałko lub nieco grubiej. Do mięsa dodaje się sól, biały pieprz i niewielką ilość cukru. Dodatkowe przyprawy obejmują: gałkę muszkatołową i pieprz cayenne. Ponadto do masy mięsnej według niektórych przepisów dodaje się jaja, wodę i tartą bułkę. Wyrobioną i przyprawioną masę mięsną wkłada się do naturalnych jelit wieprzowych, wiąże i zawija, a oba końce zostają najczęściej połączone sznureczkiem. W ten sposób kiełbasa otrzymuje kształt podkowy i można ją powiesić. Tak przygotowane kiełbasy najpierw suszy się przez 12 godzin, a potem wędzi przez 24 do 36 godzin w normalnej temperaturze. Proces suszenia i wędzenia można przyspieszyć poprzez wędzenie w podwyższonej temperaturze, np. 120 stopni C. Do wędzenia używa się kawałków drewna bukowego (90%) i dębowego (10%), do których dodaje się szyszki jałowca, liście laurowe, goździki i świeży rozmaryn.
Tradycyjne zrobioną i uwędzoną kiełbasę można kupić w niektórych sklepach rzeźniczych.

## Wersja nowoczesna
Współcześnie kiełbasa jest produkowana masowo, naturalna otoczka z jelit została zastąpiona jelitem sztucznym, a zamiast poddawania wędzeniu dodaje się sztuczny aromat imitujący zapach wędzenia.
W handlu są dwie wersje tej kiełbasy: kiełbasa ugotowana, która przed spożyciem wymaga jedynie podgrzania i surowa, którą trzeba przed konsumpcją ugotować.